# Steven Johnson (racerförare)
Steven Johnson, född den 6 september 1974 i Brisbane, Australien, är en australisk racerförare.

## Racingkarriär
Johnson är son till den femfaldige mästaren i ATCC; Dick Johnson, och han följde i sin fars fotspår i yrkesvalet, och fick 1998 chansen i faderns ATCC (senare V8 Supercar)-team. Från och med 2000 fick Steven chansen permanent i teamet, för vilka han tillbringade hela det kommande decenniet. Hans bästa säsong var hans andra hela, då han 2001 slutade femma i serien. De kommande sju säsongerna var han aldrig bättre än nia totalt (2005), men heller aldrig sämre än sextonde. 2009 är han kontrakterad för sin tionde fulla säsong med Dick Johnson Racing.